# Mystery Tracks Archives Vol. 3
Mystery Tracks, Vol. 3 è una compilation di Steve Vai, pubblicata nel 2003 sotto etichetta Favored Nations Records.

## Tracce
1. Speeding -  3:45 (Vault Version)
2. Just Cartilage - 4:18 (Devin Townsend - Steve Vai)
3. San-San-Nana-Byoushi - 3:33 (Steve Vai)
4. Sofa - 3:52 (Frank Zappa)
5. Essence - 5:50 (Steve Vai)
6. Wipeout 2000 - 3:41
7. Feathers - 5:10 (Steve Vai)
8. Opposites Attract, Pt.1 - 3:52 (Steve Vai)
9. Misfits - 6:12 (Steve Vai)
10. Selfless Love - 3:27 (Steve Vai)
11. Maple Leafs - 2:25 Keneally, Vai
12. The Murder - 3:21 (Steve Vai)
13. Opposites Attract, Pt. 2 - 9:23 (The Indulgent Version)